# Citronel·lal
El citronel·lal o rhodinal o 3,7-dimetiloct-6-en-1-al (C10H18O) és un monoterpenoid, el principal component en la mescla de compostos químics terpenoides que donen a l'oli de citronel·la el seu aroma distintiu a llimona.
El citronel·lal és el principal producte aïllat en olis destil·lats de les plantes del gènere Cymbopogon, Corymbia citriodora, i Leptospermum petersonii. L'enantiòmer (–)-(S) del citronel·lal conforma fins al 80% de l'oli de fulla de la llima kaffir i és el responsable de la seva aroma característica. El citronel·lal té la propietat de repel·lir els insectes especialment dels mosquits També té fortes qualitats antifúngiques.